# 牛島 (大分県)
牛島（うしじま）は、大分県大分市佐賀関の豊後水道に浮かぶ無人島である。

## 地理
佐賀関半島の関崎から北東約3.7km、高島から北北西約1.5kmの大分市の最北端に位置する（なお、大分市の最東端は高島である）。最高点の標高は23m。牛島という名称は、形が牛の姿に似ることに由来するとされる。
地質は結晶片岩からなり、ウミネコの営巣地でもある。1956年（昭和31年）5月1日に瀬戸内海国立公園に編入されている。

## 歴史
唐橋君山による『豊後国志』（1803年（享和3年））には、伊弉册尊（イザナミ）（伊弉諾尊（イザナギ）の誤りと解されている）が禊祓をする場所を探して、雅御子鼻の田刈穂浦（現在の大分市佐賀関古宮）を訪れ、潮に潜って穢れを清めた後に、高門岩に登ったと記され、高門岩は佐賀関の東北に1里ほどの海上にあって今は牛島というと述べられている。また、伊藤常足による『太宰管内志』（1841年（天保12年））にも、高門岩の位置や牛島と呼ばれることについて、同様の記述がある。